# روزاليند كيث
روزاليند كيث (بالإنجليزية: Rosalind Keith)‏ هي ممثلة أمريكية، ولدت في 6 ديسمبر 1916 في بلفيل في الولايات المتحدة، وتوفيت في 24 فبراير 2000 في غلينوود في الولايات المتحدة.

## وصلات خارجية
- روزاليند كيث على موقع IMDb (الإنجليزية)
- روزاليند كيث على موقع أول موفي (الإنجليزية)
- روزاليند كيث على موقع قاعدة بيانات الفيلم (الإنجليزية)
- روزاليند كيث على موقع كينوبويسك (الروسية)